# Инирида (река)

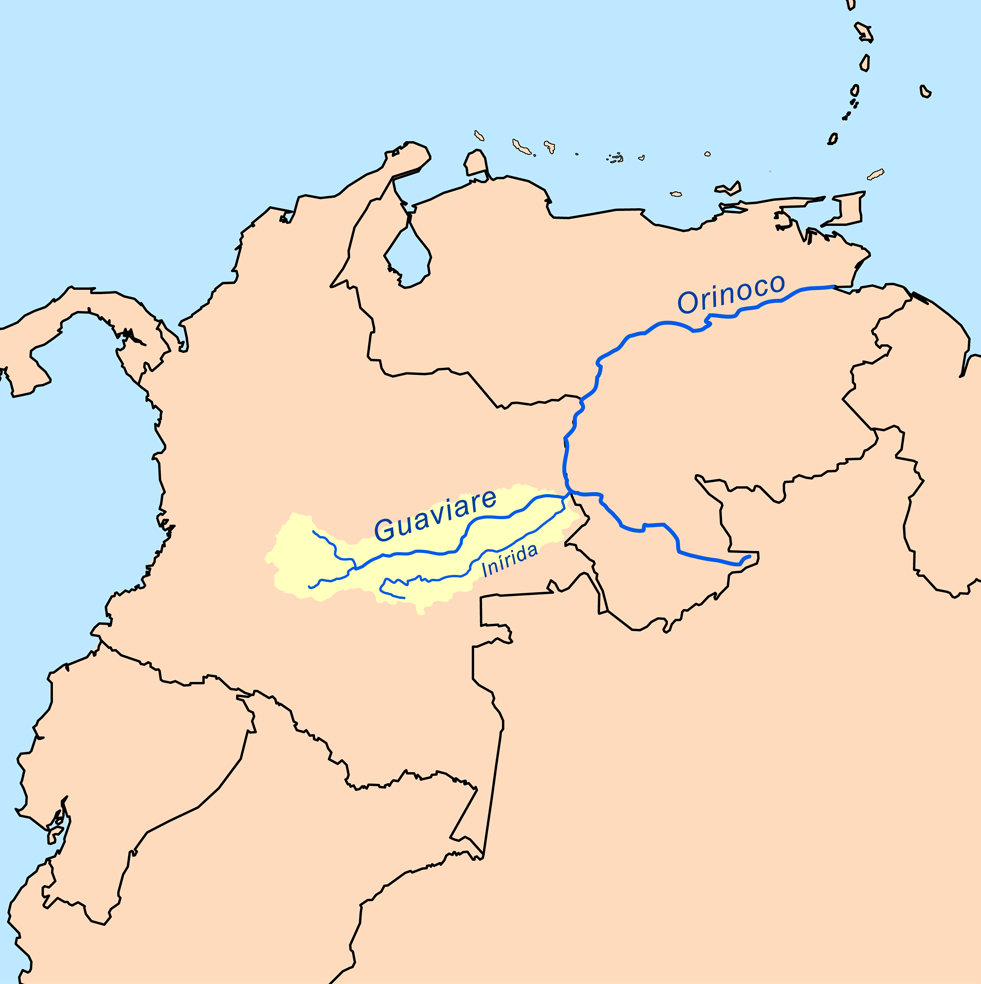
Бассейн реки Гуавьяре

Инирида (исп. Río Inírida) — река на северо-западе Южной Америки, на территории Колумбии, крупнейший приток реки Гуавьяре (бассейн реки Ориноко).
Длина реки составляет 1300 км, из которых 1000 являются судоходными для маломерных судов. В верхнем и среднем течении — пороги и водопады. Река имеет тёмный цвет из-за обилия растительных остатков.
Берёт начало в горах Тухани в департаменте Гуавьяре, в 25 км от Серро-Пинтадо. В верховье течёт вначале на запад, затем разворачивается на восток, вырвавшись на равнину течёт в северо-восточном направлении. Устье реки находится в департаменте Гуайния близ города Инирида, примерно в 25 км от границы с Венесуэлой. Река Гуавьяре, приняв воды Инириды, течёт на северо-восток и через 25 км у города Сан-Фернандо-де-Атабапо вместе с Атабапо сливается с Ориноко.